# 小行星7717
小行星7717（英語：7717 Tabeisshi）是一颗围绕太阳公转的小行星。1997年1月7日，小林隆男在大泉町发现了此天体。
这颗小行星的绝对星等为157.79313等。